# Springbok Series
Die Springbok Series war eine Sportwagen-Rennserie, die von 1966 an im Winterhalbjahr im südlichen Afrika ausgetragen wurde. 1973 wurde sie nach zwei Rennläufen aufgrund der Ölkrise eingestellt und nicht wiederbelebt.

## Überblick
Die Rennen fanden im Zeitraum November bis Januar statt, wobei die 9 Stunden von Kyalami traditionell den Saisonbeginn darstellten. Die Renndauer der übrigen Läufe betrug üblicherweise 3 Stunden. Den größten Umfang erreichte der Rennkalender in den Jahren 1970 und 1971 mit je 6 Rennläufen (alle unten aufgelisteten Strecken außer der Prince George Circuit).

## Rennstrecken
- Breedon Everard Raceway, Rhodesien
- Goldfields Raceway, Südafrika
- Killarney Motor Racing Circuit, Südafrika
- Kyalami Grand Prix Circuit, Südafrika
- Lourenço Marques Street Circuit, Mosambik
- Prince George Circuit, Südafrika
- Roy Hesketh Circuit, Südafrika

## Meister
| Jahr    | Meister            | Punkte             | 2. Platz            | Punkte             | 3. Platz           | Punkte             |
| ------- | ------------------ | ------------------ | ------------------- | ------------------ | ------------------ | ------------------ |
| 1966    | unbekannt          | unbekannt          | unbekannt           | unbekannt          | unbekannt          | unbekannt          |
| 1967    | Edward Nelson      | 33                 | Paul Hawkins        | 30                 | Mike Hailwood      | 18                 |
| 1968–69 | unbekannt          | unbekannt          | unbekannt           | unbekannt          | unbekannt          | unbekannt          |
| 1970    | Brian Redman       |                    | Bruce van der Merwe |                    | Mike De Udy        |                    |
| 1971    | John Love          | 49                 | Jochen Mass         | 37                 | Mike Hailwood      | 36                 |
| 1972    | Gerry Birrell      | 54                 | Jochen Mass         | 52                 | Peter Gethin       | 36                 |
| 1973    | Saison abgebrochen | Saison abgebrochen | Saison abgebrochen  | Saison abgebrochen | Saison abgebrochen | Saison abgebrochen |

## Teilnehmer

### Rennfahrer (Auswahl)
| - Mario Andretti* - Richard Attwood (9h-Gewinner 1966 & 1969 + 3 Siege) - Derek Bell* - Jo Bonnier* - John Cooper* - Patrick Depailler* - Guy Edwards - Frank Gardner (2 Siege) - Peter Gethin (2 Siege) - Mike Hailwood (3 Siege) - Hans Herrmann* - James Hunt* - Jacky Ickx* (9h-Gewinner 1967, 1968 & 1970) - Niki Lauda* - John Love (5 Siege) | - Helmut Marko (1 Sieg) - Jochen Mass (3 Siege) - Arturo Merzario* (9h-Gewinner 1972) - Herbert Müller* (9h-Gewinner 1973) - Jackie Pretorius (1 Sieg) - Brian Redman (9h-Gewinner 1967 & 1971 + 5 Siege) - Clay Regazzoni* (9h-Gewinner 1971 & 1972) - Jody Scheckter (2 Siege) - Tim Schenken* - Jo Siffert* - Hans-Joachim Stuck* - Gijs van Lennep - John Watson (1 Sieg) - Reine Wisell* |

* traten nur bei den 9h von Kyalami an

### Marken (Auswahl)
| - Alfa Romeo - Alpine - Austin - BMW - Chevrolet - Chevron - Datsun - De Tomaso - Diva - Elfin - Elva | - Ferrari - Fiat - Ford - GRD - GSM - Honda - Isuzu - Lola - Lotus - March - Mazda | - MG - Mirage - Morris - Porsche - Puma - Renault - Toyota - Triumph - Vauxhall - Volvo |